# (12561) Howard
(12561) Howard est un astéroïde de la ceinture principale.

## Description
(12561) Howard est un astéroïde de la ceinture principale. Il fut découvert le 20 septembre 1998 à Kitt Peak par le projet Spacewatch. Il présente une orbite caractérisée par un demi-grand axe de 3,10 UA, une excentricité de 0,14 et une inclinaison de 0,8° par rapport à l'écliptique.

## Compléments